# 저크
저크(영어: jerk, 자메이카 크리올: joerk)는 자메이카에서 양념에 재어 둔 고기를 굽는 요리 방식이다. 닭고기를 사용한 저크 치킨이 유명하며, 닭고기 외에도 돼지고기, 쇠고기, 해산물, 채소 등을 같은 방식으로 요리할 수 있다. 저크에 사용되는 양념은 저크 시즈닝이라 불린다.

## 이름
어원은 케추아어 "차르키(ch'arki)"이다. 영어 "저키(jerky)"와는 동원어 관계이다.

## 역사
아메리카 원주민인 아라와크·타이노 사람들의 전통 요리 방식이 자메이카 마룬 문화와 만나 변형·발전되었다.

## 만들기
과거에는 땅에 불구덩이를 파고 굽는 방식이었으나, 차츰 드럼통에 숯을 넣고 석쇠나 그릴에 바비큐하는 방식으로 바뀌었다. 나무장작을 넣은 화덕에 굽기도 한다. 닭고기나 돼지고기 등을 "저크 시즈닝"이나 "저크 마리네이드"로 불리는 양념에 재어 두었다가 숯불에 굽는데, 굽는 도중 맥주를 뿌려 가며 연기를 내 훈연 향을 입히기도 한다.

## 사진

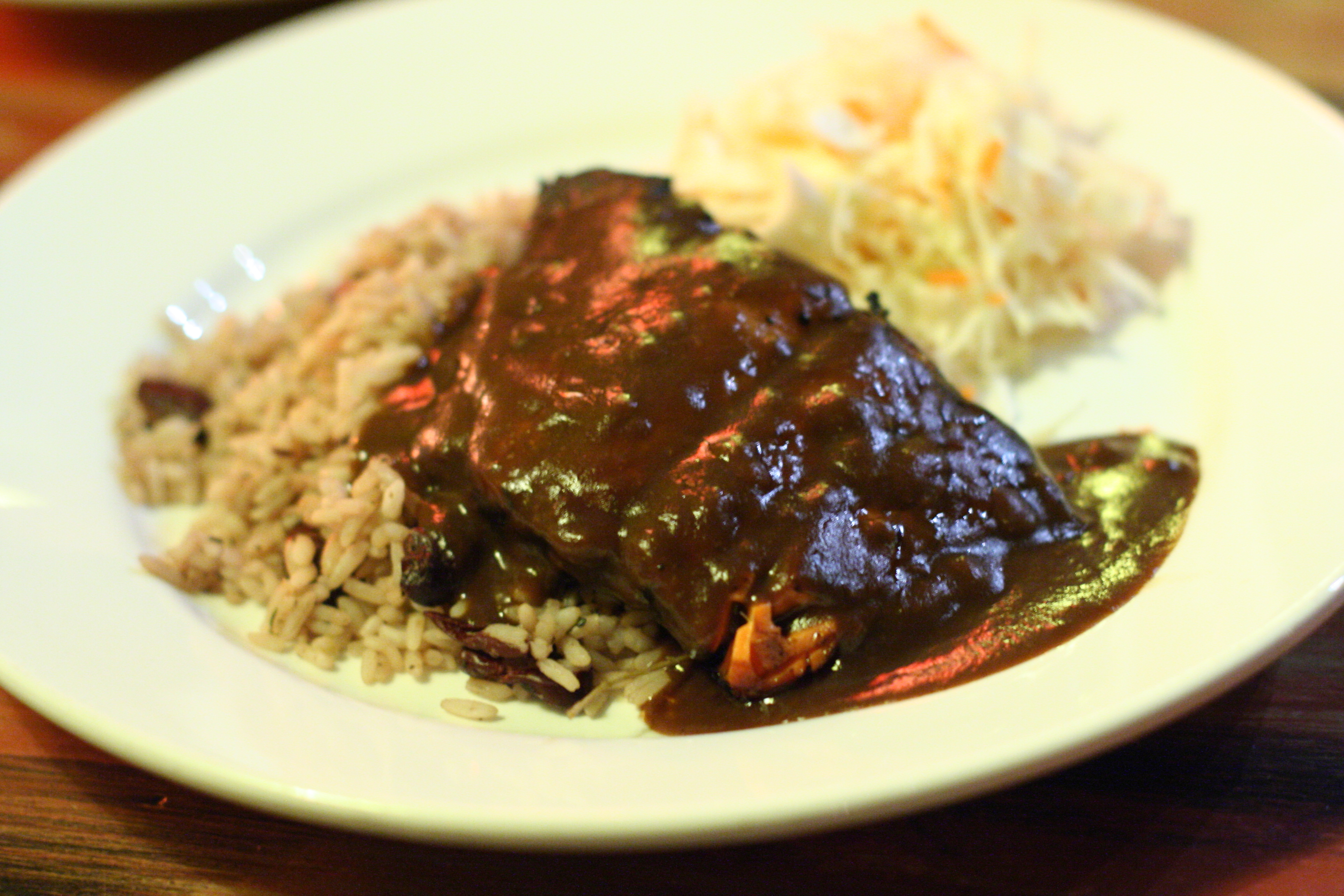
저크 새먼(연어)
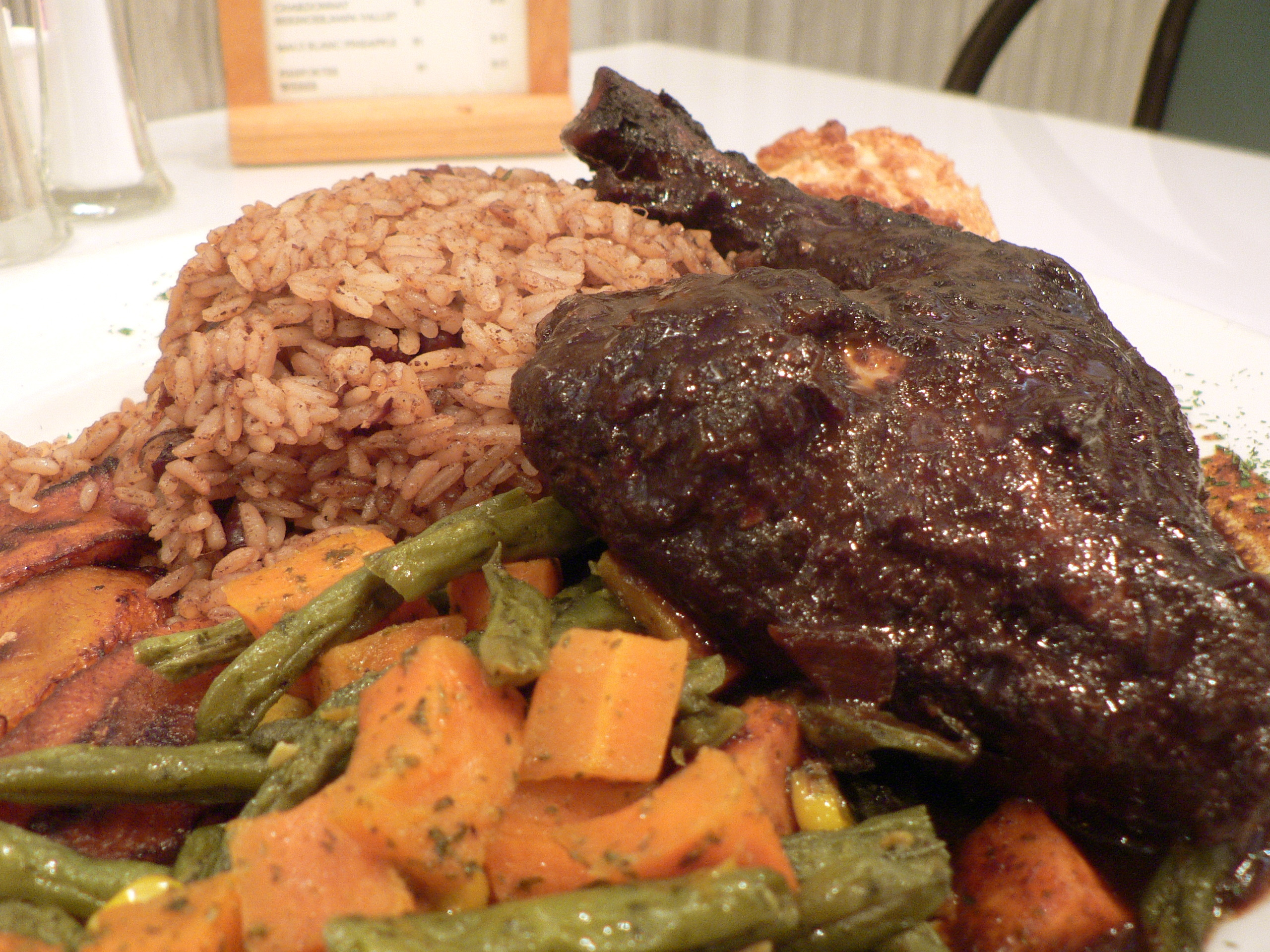
저크 치킨(닭고기)
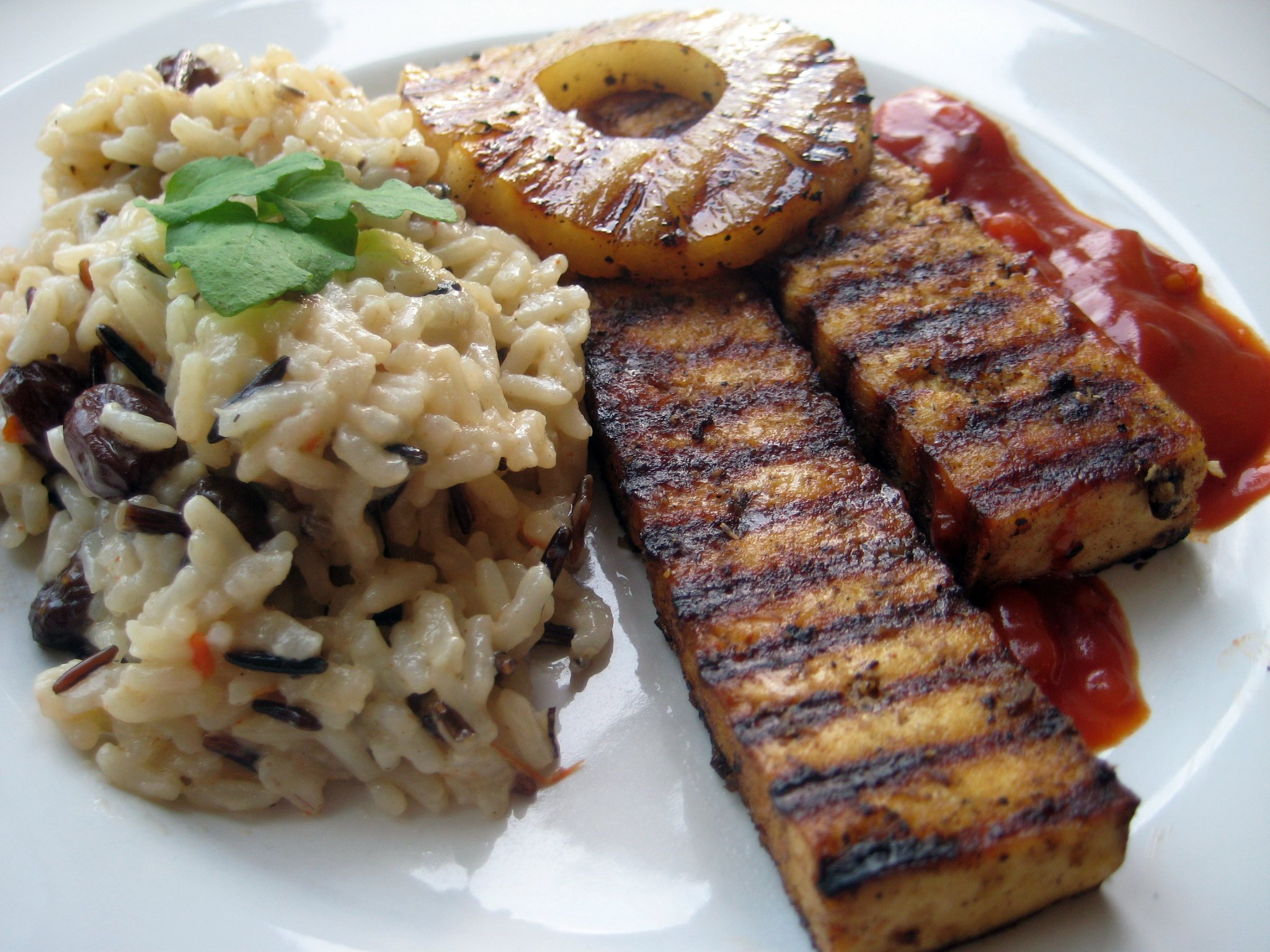
저크 토푸(두부)